# Cour Saint-Émilion (stanice metra v Paříži)
Cour Saint-Émilion je nepřestupní stanice pařížského metra na lince 14 ve 12. obvodu v Paříži. Nachází se pod nákupním centrem Bercy Village.

## Historie
Stanice byla otevřena 15. října 1998 jako součást prvního úseku linky 14.

## Název
Saint-Émilion je název označení původu pro vína z oblasti Bordeaux podle města Saint-Émilion. Stanice se totiž nachází v bývalém nádražním překladišti, v části, kam přijížděly vlaky s vínem z jižní Francie. Cour Saint-Émilion je název pěší zóny v nákupním centru, které bylo postaveno na místě starého překladového nádraží.

## Vstupy
Stanice má jen jeden vstup, kde jsou eskalátory, schodiště a výtah.

## Zajímavosti v okolí
- Nákupní komplex Bercy Village vzniklý přestavbou starých skladišť vína přímo nad stanicí
- Parc de Bercy, který vznikl v letech 1993-1997
- Musée des Arts forains (Muzeum jarmarku)